# HRT plus
HRT plus (Hrvatska radiotelevizija plus ili HTV plus) je televizijski program Hrvatske radiotelevizije koji je počeo s emitiranjem 29. ožujka 2004., a prekinut je 13. rujna 2012. godine.
Program je obrazovnog karaktera i sastoji se uglavnom od dokumentaraca i serija. HRT plus satelitski je program, uglavnom se emitirao na području Hrvatske i regije. HRT plus zamijenio je HTV 3, 13. rujna 2012.

## Vanjske poveznice
- Službene stranice Hrvatske radiotelevizije